# Charles Pasqua
Charles Victor Pasqua (Grasse, 18 aprile 1927 – Suresnes, 29 giugno 2015) è stato un politico francese.

## Biografia

### Il servizio d'ordine del partito gollista
Figlio di André Pasqua, un poliziotto che svolgeva il servizio a Grasse originario di Casevecchie (Corsica) e di Françoise Rinaldi, entrò nella Resistenza a 15 anni. Laureato in legge, funzionario in una società produttrice di liquori, ne diviene rapidamente il numero due. Gollista della prima ora, ed è uno dei fondatori del SAC (Service d'Action Civique), una vera e propria guardia pretoriana al servizio del partito gollista, disciolta nel 1982 e la cui storia è ricca di episodi oscuri. Fino al 1994 è per Jacques Chirac una sorta di padre spirituale. E infatti, si adopererà dietro le quinte per favorire in ogni modo l'ascesa del suo pupillo. Il naufragio della candidatura di Jacques Chaban-Delmas alle elezioni presidenziali del 1974 può dirsi in parte opera sua.

### Mandati parlamentari e locali
Deputato all'Assemblée Nationale dal 1968 al 1973. Senatore dal 1977 al 1986, dal 1988 al 1993, dal 1995 al 1999, e infine dal 2004 al 2011. Dal 1981 al 1986 guiderà al Senato l'opposizione ai governi socialisti nominati da François Mitterrand. Rientrato al Senato nel 1988 dopo la prima esperienza al governo, nel 1992 cercherà di farsi eleggere alla presidenza dell'assemblea, ma senza raggiungere la maggioranza.
Deputato al Parlamento europeo dal 1999 al 2004, è stato Presidente del consiglio generale delle Hauts-de-Seine dal 1973 al 1976 e dal 1988 al 2004.

### Ministro dell'interno
È uno dei fondatori del RPR (Raggruppamento per la Repubblica), il partito neogollista che nel 2002 confluirà nell'Unione per un Movimento Popolare (UMP). Esponente dell'ala più oltranzista del partito, è ministro dell'interno dal 1986 al 1988 nel secondo governo di Jacques Chirac. Di nuovo ministro dell'interno, con il rango di ministro di Stato, dal 1993 al 1995, nel governo di Édouard Balladur. Ultraconservatore e nazionalista, è stato la bestia nera della sinistra in Francia, che lo ha sempre sospettato di adottare metodi poco ortodossi. Ciononostante, ha sempre intrattenuto rapporti eccellenti con il suo maggiore avversario, François Mitterrand, presidente della Repubblica proprio quando Pasqua ricopriva la carica di ministro.

### Attività di partito e il no a Maastricht
Dopo le elezioni legislative del 1988, insieme a Philippe Séguin anima una corrente interna al RPR critica nei riguardi della gestione di Jacques Chirac e volta al perseguimento del gollismo sociale. Al congresso del partito tenutosi a Le Bourget l'11 febbraio 1990, la mozione Pasqua-Séguin ottiene il 31,4 per cento ed è quindi battuta da quella maggioritaria quidata da Alain Juppé che ha il 68,6.
Al referendum del 1992, sempre insieme a Philippe Séguin è il capofila del fronte contrario alla ratifica del Trattato di Maastricht.

### Ispiratore di Forza Italia
Nel secondo volume delle sue memorie, Pasqua riferisce di essere stato consultato nel 1993 dal "principale consigliere" di Silvio Berlusconi, al quale avrebbe suggerito di promuovere una nuova formazione politica in alternativa alla DC e al PSI, partiti a quell'epoca in ginocchio a causa delle inchieste giudiziarie di Tangentopoli e predestinati alla dissoluzione. Pasqua avrebbe anche inviato due suoi collaboratori di fiducia in missione in Italia, per affiancare Berlusconi e il suo staff nella messa a punto di quella che sarebbe diventata Forza Italia.

### Fondatore del RPF
Alle elezioni presidenziali del 1995 rompe con Jacques Chirac e appoggia la candidatura di Édouard Balladur. Nel 1999 si distacca definitivamente dal RPR, fondando il Raggruppamento per la Francia. Il soggetto avvia una collaborazione con il Movimento per la Francia di Philippe de Villiers (in dissidio con il partito di provenienza, l'UDF-Unione per la Democrazia Francese). In seguito, fra i due ci sarà una frattura insanabile e de Villiers uscirà dal movimento. Alle elezioni presidenziali del 2002 Pasqua non riesce a raccogliere le 500 firme di sindaci necessarie per presentare la propria candidatura.

### Il Polo universitario Leonardo da Vinci
È fondatore e presidente del Pôle universitaire Léonard-de-Vinci (PULV) a Courbevoie nel quartiere La Défense.

### Morte
Charles Pasqua è morto a causa di un infarto all'ospedale Foch di Suresnes, a poco più di quattro mesi di distanza dalla scomparsa del suo unico figlio Pierre-Philippe.

## Vicende giudiziarie
Il 12 marzo 2008 il tribunale penale di Parigi  condanna Charles Pasqua a 18 mesi di reclusione con la condizionale per finanziamento illecito della sua campagna elettorale alle europee del 1999, falso e abuso di fiducia. Pasqua avrebbe percepito la somma di 7,5 milioni di franchi (1,14 milioni di euro) ricavati dalla vendita del casinò di Annemasse cui aveva autorizzato l'apertura quando era ministro dell'interno nel 1994. Il 18 settembre 2009 la Corte d'appello di Parigi conferma la sentenza. L'8 aprile 2010 la condanna è confermata dalla cassazione e diviene così definitiva.
Dal 19 aprile al 30 aprile 2010 si è svolto davanti alla Corte di Giustizia della Repubblica (CJR) - l'organo competente per i reati commessi nell'esercizio delle funzioni ministeriali - il giudizio per la medesima vicenda che aveva visto Pasqua condannato a 18 mesi dal tribunale di Parigi e per due inchieste relative a presunte commissioni occulte versate dalla società Sofremi e dall'impresa GEC-Alsthom, nelle quali era stato coinvolto il figlio Pierre-Philippe. La CJR ha condannato Pasqua a un anno di reclusione con la condizionale per complicità in abuso di beni sociali e complicità in ricettazione per una delle tre imputazioni cui gli era stato fatto carico (la vicenda Sofremi), assolvendolo per le altre (corruzione passiva per l'autorizzazione dell'apertura del casino di Annemasse e complicità e abuso di beni sociali per l'autorizzazione del trasferimento della sede di GEC-Alsthom). La CJR ha stabilito la confusione della pena di un anno di reclusione con la condizionale con quella di 18 mesi con la condizionale inflittagli il 12 marzo 2008 dal tribunale di Parigi.
Il 28 aprile 2011 Charles Pasqua è uscito pienamente assolto dal processo che lo aveva visto imputato del reato di occultamento di beni societari e traffico d'influenza, nell'ambito dell'inchiesta sul traffico d'armi con l'Angola (l'Angolagate).
L'8 luglio 2013, insieme agli altri imputati è assolto dal tribunale penale di Parigi nel processo relativo al caso "petrolio contro cibo".
Il 21 gennaio 2013, il tribunale di Versailles ha condannato Charles Pasqua a due anni di reclusione con la condizionale e a due anni di ineleggibilità per una vicenda di storno di fondi pubblici relativa alla fondazione d'arte contemporanea Jean Hamon che vede coinvolto il sindaco di Issy-les-Moulineaux André Santini, ex segretario di Stato alla Funzione pubblica nel governo Fillon. Il processo di secondo grado ha luogo nel maggio 2015, e il successivo 23 settembre la corte d'appello di Versailles, nell'assolvere Santini, ha precisato che Pasqua sarebbe stato assolto se non fosse deceduto in corso di giudizio.

## Opere
Pasqua ha scritto numerosi libri, fra cui due volumi di memorie riguardanti il periodo 1974-1995.
Il suo manifesto politico "Non à la décadence" del 2001 è stato tradotto e stampato in italiano nel 2002 dalla Ulisse Edizioni.